# Albert Recoura
Albert Recoura (Grenoble, 30 janvier 1862 - La Tronche, 21 décembre 1945) est un physicien français.

## Biographie
Albert Recoura est le beau-fils du doyen Raoult de la faculté des sciences de Grenoble.
De 1881 à 1884 il est élève de l'École normale supérieure, puis il étudie les sciences physiques et devient peu après sous-directeur du laboratoire de chimie organique de l'École pratique des Hautes-études du Collège de France, sous la direction de Berthelot.
Il soutient son doctorat sur la recherche sur le chlorure de chrome en 1886.
Par la suite, il est nommé professeur à la faculté des sciences de Caen et, après 1890, à celle de Lyon.
Quatre ans plus tard il intègre la Faculté des sciences de Dijon, où il sera professeur et doyen.
À sa demande, il retourne à Grenoble où il succède à son beau-père Raoult.
Albert Recoura est l'un des créateurs de la chimie des complexes et il est reconnu pour ses recherches sur les sels de chrome et les sels de fer et sa nouvelle approche de la chimie minérale.
Albert Recoura était professeur honoraire de la Faculté des Sciences de Dijon et officier de la Légion d'honneur. Le Prix La Caze de l'Académie des sciences lui a été attribué en 1909.
Il a eu deux fils : Georges Recoura (1897-1925), historien et paléographe, et Raoul Recoura ( - 1914), avocat à la cour d'appel et sergent au 30e d'infanterie.
Il est inhumé au cimetière ancien de La Tronche.
Une rue porte son nom à Grenoble.

## Sources
- Andrieux, Albert Recoura (1862-1945), Annales de l’université de Grenoble, tome  21, pp. 27-30, 1945.